# هرگز خیلی دیر نیست
هرگز خیلی دیر نیست (به انگلیسی: Never Too Late) یک فیلم استرالیایی کمدی-درام به کارگردانی مارک لمپرل، به نویسندگی لوک پرستون، تهیه کنندگی آنتونی یکم گینان و دیوید لایت فوت و تهیه‌کنندگان اجرایی جک کریستیان و کرک دانیکو است.

## چکیده داستان
چهار زندانی جنگی سابق که شهرت داشت از اردوگاه خود در طول جنگ ویتنام فرار کرده بودند همگی در حال حاضر ساکن یک خانه سالمندان برای جانبازان بازگشته از جنگ هستند. این چهار مرد در تلاش برای تحقق رویاهای فردی خود طرحی برای فرار از خانه سالمندان ابداع می‌کنند.

## تولید
این فیلم در طول ماه‌های مارس و آوریل ۲۰۱۹ در آدلاید، استرالیای جنوبی فیلمبرداری شد.